# جيزايل

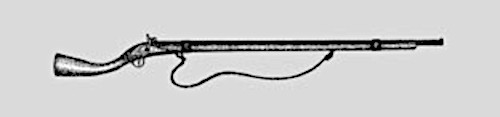
بندقية جيزايل

جيزايل (بالإنجليزية: jezail)‏ وهي عبارة عن بندقية قنص بسيطة، تُصنَع يدوياً في أغلب الحالات، وتلقم من الفوهة، ذات ذراع طويل. شاع استخدامها سابقاً في الهند البريطانية وآسيا الوسطى ومناطق من الشرق الأوسط.

## الخصائص

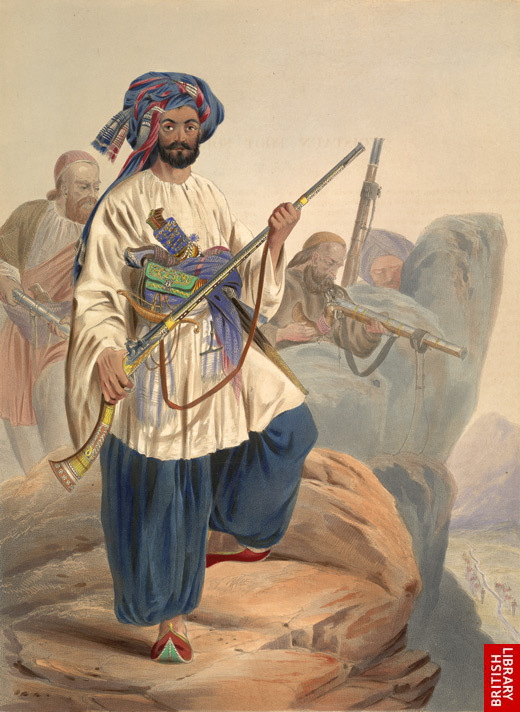
لوحة يعود تاريخها إلى الحرب الإنجليزية الأفغانية الأولى لكوهستاني يحمل معه بندقيته الجيزيل

الجيزيل كان عموماً سلاح يدوي الصنع، وبالتالي فهو يختلف في بنائه وخصائصه من بندقيه لأخرى. ويُنظَر إليه كسلاح شخصي للغاية، مرتبط بالتقاليد الشعبية، وغالباُ ما يتفنَّن في صنعها بالزخارف والألوان، وهو في ذلك عكس الأسلحة العسكرية التقليدية في ذلك الوقت والتي كانت عاديةً ونفعية.
كانت البندقية طويلة نوعاً ما بالمقارنة بمثيلاتها، وهذا النوع من الأسلحة لم يكن ذا شيوع في أوروبا، إلا أنه كان موجوداً في البنادق القديمة الأمريكية التي كانت تستخدم للصيد، وتميل إلى أن تكون أصغر من عيار "0.35×0.45" ونحو ذلك. بينما جيزيل صممت للاستخدام العسكري لذا فإنَّ عيارها أكبر من البنادق الأمريكية تقريباً 0.50×0.75، وممكن استعمال عيار أكبر بسبب طول البندقية. وزن البندقية حوالي 9 إلى 10 باوند، ووزنها الثقيل سمح لها باستيعاب قوة كبيرة عند الإطلاق، وهذا ما يخفف الارتداد على مستخدم البندقية.
العديد من أسلحة الجيزيل كانت أسلحة سلسة الحمل. والبندقية كانت دقيقة بالنسبة لزمنها.

## الحروب الإنجليزية الأفغانية
خلال فترة الحرب الأفغانية الإنجليزية كان الجيزيل السلاح الأولي للمحاربين الأفغان ضد القوات البريطانية، وكان مجال تأثير الجيزيل أكبر بكثير من السلاح البريطاني الأساسي. وهذا ما ساهم في النصر الأفغاني في هذه الحرب.